# سرعة جوية مكافئة

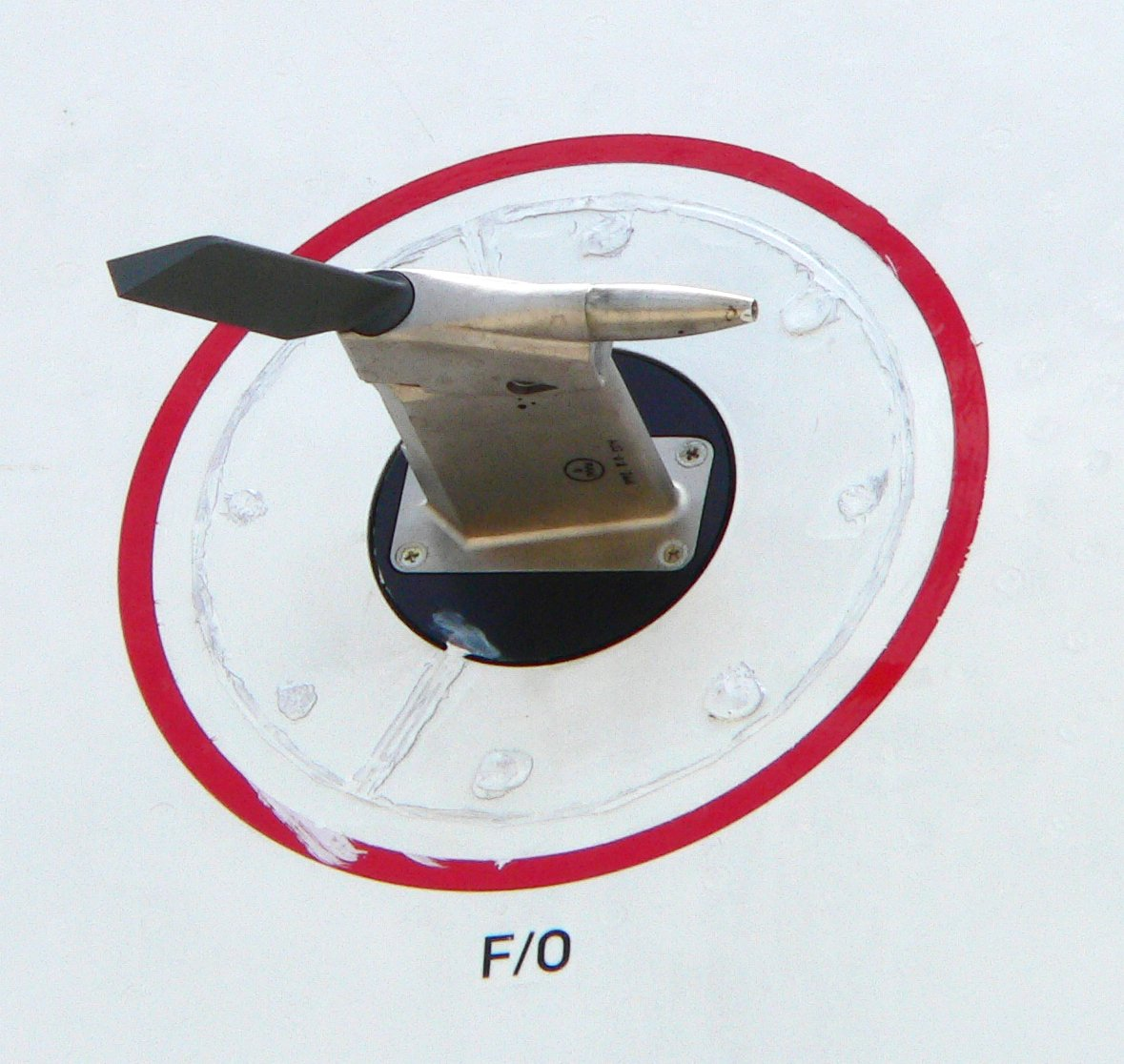

سرعة جوية مكافئة Equivalent AirSpeed- EAS هي سرعة جوية عند مستوى سطح البحر معطية نفس الضغط الديناميكي، عند الطيران على سرعة حقيقية وبارتفاع محدد. وهي مفيدة جدا لمعرفة المناولة للطائرة، الحمل الإيروديناميكي، وفي حالات التوقف المفاجئ وانهيار المحرك وغيرها.

## طريقة الحساب
يمكن حسب السرعة المكافئة عن طريق تلك المعادلة:
{\displaystyle EAS=TAS\times {\sqrt {\frac {actual\ air\ density}{standard\ air\ density}}}}
حيث أن
TAS = السرعة الجوية الصحيحة
معيار كثافة الهواء القياسية هي 1.225 كج/م³
ويمكن الحصول على السرعة المكافئة (EAS) من سرعة الماك والضغط الستاتيكي من المعادلة:
{\displaystyle EAS={a_{sl}}M_{a}{\sqrt {P \over P_{sl}}}}
حيث ان;
{\displaystyle {a_{sl}}\,} هي سرعة الصوت القياسية عند درجة حرارة 15 مئوي (661.47 عقدة).
{\displaystyle P\,} هو ضغط الهواء الساكن.
{\displaystyle P_{sl}\,} هو الضغط عند مستوى سطح البحر (1013.25 ملي بار)
فالجمع ما بين المعادلة السابقة وتعريف الماك كخاصية لمعطيات الضغط الديناميكي والساكن، للتيار التحت صوتي.
خطأ رياضيات (خطأ في الصياغة): {\displaystyle EAS={a_{sl|مسار أرشيف= https://web.archive.org/web/20191208015420/https://zthiztegia.elhuyar.eus/kontzeptua/130343|تاريخ أرشيف=2019-12-08}}\sqrt{{5P\over P_{sl}}[(\frac{q_c}{P}+1)^\frac{2}{7}-1]}}

حيث ان;
{\displaystyle {q_{c}}\,} هو الضغط الصدمي
بمستوى سطح البحر تكون السرعة المكافئة مساوية للسرعة الحقيقية (TAS) والسرعة المعدلة (IAS). بالارتفاعات العالية يمكن الحصول عليها عن طريق السرعة المعدلة بواسطة تصحيح خطأ الانضغاطية..
بالنسبة للأمور الهندسية هو العلاقة ما بين السرعة الجوية المبينة والسرعة الحقيقية (أو مايسمى رقم الماخ) عند الارتفاعات والسرعات الطبيعية. من المهم بالهندسة الحصول على صيغة معادلة دقيقة بشكل معقول، وتستخدم المقاييس الدولية العيارية كخاصية الارتفاع. فخلال السرعات تحت الصوتية إلى (0,6 ماخ) فإن قابلية الانضغاطية لا تكاد تحسب والسرعة المبينة + السرعة المعدلة تستخلص من السرعة الحقيقية باستخدام تصحيح الكثافة. فوق تلك السرعات فإن القابلية الانضغاطية يجب أن تدرج.
هناك صيغة مبسطة للسرعة التي تحت 1 ماخ لتسهيل استخلاص السرعة المبية + السرعة المعدلة من السرعة الحقيقية وبالعكس أيضا يستخدم فيها نسبة الكثافة σ ونسبة الضغط δ.
{\displaystyle IAS={EAS\times [1+{\frac {1}{8}}(1-\delta )Mach^{2}+{\frac {3}{640}}(1-10\delta +9\delta ^{2})Mach^{4}]}}
{\displaystyle IAS={TAS\times {\sqrt {\sigma }}\times [1+{\frac {1}{8}}(1-\delta )Mach^{2}+{\frac {3}{640}}(1-10\delta +9\delta ^{2})Mach^{4}]}}
نسبة الكثافة: {\displaystyle \sigma ={\frac {\rho }{\rho _{0}}}}
نسبة الضغط: {\displaystyle \delta ={\frac {p}{p_{0}}}}
{\displaystyle Mach\,} رقم الماك
{\displaystyle IAS\,} و{\displaystyle TAS\,} السرعة الحقيقية والسرعة المبينة وتكون بالعقدة أو بالميل بالساعة أو كم/س أو أي وحدة سرعة مطابقة.
{\displaystyle \rho \,} و{\displaystyle \rho _{0}\,} كثافة الهواء بالارتفاع الحالي وبمستوى القياسي لسطح البحر بالتوالي.
{\displaystyle p\,} & {\displaystyle p_{0}\,} الضغط الجوي بالارتفاع الحالي وبمستوى سطح البحر بالتوالي.
الصيغة المذكورة أعلاه تكون الدقة بخطأ 1% عند 1.2 ماك وتكون الخطأ مقبول نوعا ما عند 1.5 ماك ولاتقبل فوق تلك السرعة. الأس الرابع للماك بالمعادلة يكون بسيطا جدا تحت 0.85 ماك لدرجة أنه لايعتد به، ولايوجد تحت 0.6 ماك أي تصحيح للماك.